# Los Palacios y Villafranca
Los Palacios y Villafranca er en by og kommune i det sydlige Spanien i provinsen Sevilla. Den har et indbyggertal på 38.757 (2024) indbyggere.